# Kingdom Hearts 358/2 Days
Kingdom Hearts 358/2 Days (キングダム ハーツ 358/2 Days Kingudamu Hātsu Surī Faibu Eito Deizu Ōbā Tsū?) es un juego de acción desarrollado por h.a.n.d. y publicado por Square Enix, en conjunto con Disney Interactive Studios, para la consola Nintendo DS. 
Es el sexto título en lanzamiento (noveno teniendo en cuenta reediciones y adaptaciones) de la saga Kingdom Hearts y sus acontecimientos lo sitúan como el cuarto en la serie cronológicamente, iniciando su historia tras el final de la de Kingdom Hearts, de forma paralela a Kingdom Hearts: Chain of Memories y justo antes de Kingdom Hearts II; de modo que se le considera una intercuela.
El juego ha recibido críticas positivas a nivel mundial y ha sido adaptado de diversas formas, tales como una novela ligera ilustrada, una serie de cómics y un listado de cinemáticas en el título Kingdom Hearts HD 1.5 ReMIX. 
En marzo de 2017 se relanzó en la colección Kingdom Hearts HD 1.5+2.5 ReMIX en PlayStation 4 e incluía una escena exclusiva de esta versión que podía ser descargado en la Store de Playstation de manera gratuita.
La historia trata del vivir diario de Roxas, personaje perteneciente a la Organización XIII explorando su creación y toda su vida, así como su relación con Xion y Axel.

## Desarrollo
La fecha original de lanzamiento fue el 30 de mayo de 2009 en Japón. Posteriormente, se editó en Norteamérica el 29 de septiembre y en Europa el 9 de octubre del mismo año. Fue dirigido por Tetsuya Nomura y codirigido por Tomohiro Hasegawa. Se decidió diseñar el juego para Nintendo DS en contra de los planes oficiales, lo que supuso que para mantener el estilo de juego de entregas anteriores se eliminaran ciertos movimientos y habilidades principalmente por la falta de botones de la consola. Sin embargo, tampoco usa las características propias de la consola demasiado (como la pantalla táctil, el micrófono...) y el estilo de juego dista un tanto de los de los otros juegos.

## Jugabilidad
Se presenta con gráficos en 3D, y con solo dos modos de juego: el modo historia (de un solo jugador), en donde el jugador elige la dificultad al empezar el juego o puede cargar una de las tres partidas guardadas, y el modo misión, en donde 4 jugadores pueden completar varias misiones y obtener coronas. El modo misión cuenta con toda la organización XIII, siendo desbloqueables Xion y los personajes que no forman parte de dicha organización (Riku, el rey Mickey, Sora, Goofy y Donald). El cine es desbloqueable al completar el juego una vez y puede ver los videos y animaciones del juego.

## Argumento
Cuando Sora se convierte él mismo en un Sincorazón para liberar el corazón de su amiga Kairi en KH 1, su incorpóreo, Roxas, nace. Sin embargo, a diferencia del resto de incorpóreos, Roxas conserva un cuerpo humano y recuerda pequeños trozos de su vida pasada como Sora. Tan pronto Roxas es encontrado por Xemnas, el líder de la Organización XIII, es reclutado como su decimotercer miembro. Cada día le envían a hacer misiones a otros mundos, tanto acompañado de sus otros miembros como sólo, para matar a los Sincorazón, liberando corazones robados y consiguiendo la meta de la Organización que es invocar Kingdom Hearts y convertirse en seres completos. Mientras estaba en la Organización, es tutelado por Axel, y rápidamente se convierten en amigos. Poco tiempo después de la incorporación de Roxas, aparece un decimocuarto miembro: Xion, que no sabe nada acerca de su pasado y, como Roxas, también puede blandir la llave-espada, y poco a poco se empiezan a conocer más y forman un trío de amigos.
Sin embargo, distintos sucesos que hacen que el grupo se disperse empiezan a ocurrir. Diz y Naminé miran el progreso de Sora de recordar sus recuerdos perdidos en "Chain of Memories". Roxas empieza a preguntarse porque puede blandir la llave-espada y empieza a dudar acerca de los objetivos de la Organización. Xion, mientras, se encuentra confusa tras un encuentro con Riku, que le pregunta qué quién es ella y porque blande la llave-espada, y empieza a separarse de sus amigos. Pronto el deseo de Xion de descubrir su origen le hará abandonar a Axel y a Roxas, volviéndose hostil a ellos cuando tratan de detenerla.
Poco tiempo más tarde, Xion descubre la verdad acerca de ella: es una réplica imperfecta de Sora, creada de sus memorias por Xemnas como un "Plan B" en caso de que Roxas, que la Organización estaba tratando de explotar, resultase no ser de utilidad. Además, Los intentos de Naminé de hacer recordar a Sora sus recuerdos, no afectan solo a Roxas, sino también a Xion hasta el punto de convertirse, físicamente igual que él, absorbiéndole poder a Roxas y ganándolo ella. Xion ayudada por Riku y Naminé, decide sacrificarse para devolver los recuerdos a Sora, a costa de que nadie se acuerde de ella.Para ello decide enfrentarse a Roxas pues el también alberga algunos recuerdos necesarios para que Sora despierte. Tras una durísima batalla, pasando por diferentes mundos y formas, Xion es derrotada por Roxas. Aunque en un principio Roxas se olvida de ella, cuando la ve muriendo sus recuerdos se reactivan y le saltan las lágrimas al mismo tiempo que Xion muere, no sin antes pedirle que detenga a Xemnas y libere Kingdom Hearts.
Lleno de ira por la muerte de Xion y sus preguntas sin resolver, Roxas decide enfrentarse a la Organización XIII él solo, dejando a Axel al margen. Se encuentra a Riku y luchan. Cuando este esta casi derrotado, recurre al poder de la oscuridad que se encuentra en su corazón, dándole el poder para derrotar a Roxas, pero también dándole la apariencia de Ansem, el cual está vinculado a su oscuridad. Riku y Diz sitúan a Roxas en la virtual "Villa Crepúsculo" de tal forma que se puede fusionar con Sora, poniendo la escena ya conocida en "Kingdom Hearts II".

## Personajes
Todos los personajes que aparecen en el castillo inexistente son todos incorpóreos y corresponden a la organización XIII: Xemnas, Xigbar, Xaldin, Vexen, Lexaeus, Zexion, Saïx, Axel, Demyx, Luxord, Marluxia, Larxene y Roxas. Cada miembro de la organización tiene sus ataques y armas únicos, siendo Roxas el portador de la llave espada. La historia empieza con la aparición de Roxas en dicha organización. En caso de que la organización fallase en el plan, crea una nueva incorporeo llamada Xion, que sería una réplica de Kairi que también usa la llave espada. Sin contar con el moguri mercader, este juego es la primera entrega en no incluir personajes de Final Fantasy.
Además, en los videos, aparece Riku, el rey Mickey, Naminé y los flashbacks de Sora, a veces junto con Goofy y Donald. Pete aparece en ciertas ocasiones como antagonista.